# Stazione di Sakuragawa (Osaka)
La stazione di Sakuragawa (桜川駅?, Nanba-eki) è una stazione della metropolitana di Osaka e delle Ferrovie Hanshin. Nei pressi della stazione, si trova la stazione di Shiomibashi della linea Nankai Kōya delle Ferrovie Nankai.

## Stazioni adiacenti
| «                   | Servizio               | »                 |
| Linea Sennichimae   | Linea Sennichimae      | Linea Sennichimae |
| ------------------- | ---------------------- | ----------------- |
| Nishi-Nagahori      | Locale                 | Namba             |
| Linea Namba Hanshin |                        |                   |
| Dome-mae            | Locale                 | Ōsaka-Namba       |
| Dome-mae            | Semiespresso           | Ōsaka-Namba       |
| Dome-mae            | Semiespresso Suburbano | Ōsaka-Namba       |
| Dome-mae            | Espresso Rapido        | Ōsaka-Namba       |